# Pellaea viridis
Pellaea viridis é uma espécie de feto pertencente à família Sinopteridaceae. 
A autoridade científica da espécie é (Forssk.) Prantl, tendo sido publicada em Botanische Jahrbücher für Systematik, Pflanzengeschichte und Pflanzengeographie 3: 420. 1882.

## Portugal
Trata-se de uma espécie presente no território português, nomeadamente no Arquipélago dos Açores.
Em termos de naturalidade é introduzida na região atrás referida.

## Protecção
Não se encontra protegida por legislação portuguesa ou da Comunidade Europeia.